# باريس-نيس 2009
باريس-نايس 2009 (بالإنجليزية: 2009 Paris–Nice)‏ هو سباق دراجات هوائية أقيم بتاريخ مارس 8 – مارس 15، تكون السباق من 8 مراحل وامتدّ لمسافة 1243.5 كم بسرعة 40.55 كم/س، استغرق السباق 30 ساعة 53 دقيقة 51 ثانية. فاز به الإسباني لويس ليون سانشيز وحلّ ثانيا فرانك شليك بينما حصل على المركز الثالث الفرنسي سيلفان تشافانيل.

## الترتيب
| م                     | الدرّاج           | البلد     | الزمن                     |
| --------------------- | ---------------- | --------- | ------------------------- |
| الفائز بالترتيب العام | لويس ليون سانشيز | إسبانيا   | 30 ساعة 53 دقيقة 51 ثانية |
| الثاني                | فرانك شليك       | لوكسمبورغ |                           |
| الثالث                | سيلفان تشافانيل  | فرنسا     |                           |
| حسب النقاط            | سيلفان تشافانيل  | فرنسا     | -                         |
| التسلق                | طوني مارتين      | ألمانيا   | -                         |